# Le Folgoët
Le Folgoët (tiếng Breton: Ar Folgoad) là một xã của tỉnh Finistère, thuộc vùng Bretagne, miền tây bắc Pháp.

## Dân số
Người dân ở Le Folgoët được gọi là Folgoëtiens.